# Tony Nolte
Antoon Klaas (Tony) Nolte (Amsterdam, 2 februari 1932 - Utrecht, 12 mei 1995) was een Nederlandse dirigent, pianist en arrangeur. Hij was vooral bekend als dirigent van het vaste tv-orkest van het legendarische programma Eén van de acht.
Hij was zoon van winkelier Klaas Nolte en Janke van Janke van Denzel. Zelf huwde hij in 1956 tijdens een Duitse periode met Franziska Josefine Erckens.

## Dirigent
Hij was tussen 1978 en 1987 orkestleider van The Skymasters, een orkest dat platen onder het label Decca uitbracht met bigband swing-nummers, die tevens regelmatig op de radio te horen waren. Solisten uit een vorige periode zoals Annie de Reuver en Greetje Kauffeld verzorgden nog wel eens gastoptredens. De periode bij The Skymasters volgde op een periode dat hij met zijn eigen achttienkoppige orkest voor de VARA's Éen van de acht en Zomaar een zomeravond werkte, maar toch ontslag kreeg. Vanaf 1978 kreeg Tony Nolte de leiding bij de uitzendingen van het wekelijkse jazzprogramma Swingtime van de AVRO. Ook in die tijd bracht het orkest nog langspeelplaten (op vinyl) uit. De elpee Swingtime at the Jazzcafe (1984) werd genomineerd voor een Edison. Nolte stopte in 1987 vanwege muzikale meningsverschillen (het orkest wilde populairdere muziek). Hij zorgde voor het orkest tussen Sander Sprong en Herman Schoonderwalt.

## Arrangeur
Als arrangeur ondersteunde hij een groot aantal artiesten in hun carrière, onder anderen Pia Beck, Henk Elsink, Piet Noordijk en Martine Bijl. In 1976 kreeg hij samen met Martine Bijl en Henk van der Molen de Louis Davids Prijs van Conamus voor zijn arrangementen en muzikale leiding van de plaat Martine Bijl zingt Andersen.
Hij overleed op 63-jarige leeftijd in Utrecht. Hij werd begraven in Breukelen.
- MusicBrainz: ddd1ca3b-80e3-4324-aa26-da4ea089b482
- Nederlandse Thesaurus van Auteursnamen: 07039718X
- Virtual International Authority File: 291543817
- WorldCat: E39PBJgt69yGtDTDTFMXQ6FHYP